# 日本國鐵EF63型電力機車
EF63型電力機車（日语：EF63形電気機関車）是日本國有鐵道的直流電力機車車型之一，適用於供電制式為1500伏直流電的電氣化鐵路。該型電力機車是專門為信越本線横川至輕井澤之間的碓冰岭區段而設計，於1962年至1976年間共製造了25台。

## 发展历史

### 开发背景
碓冰岭位於日本群马县横川和长野县轻井泽之间，分隔开东侧的信越地方和西侧的關東地方，亦是信越本线的其中一个重要部分。早于明治时代，建设一条翻越碓冰岭的铁路已经受到铁道部门的重视。1885年，上野至横川的铁路通车；1888年，轻井泽至直江津的铁路通车。而横川至轻井泽的铁路则在1891年3月动工，至1893年4月正式通车。至此，连接东京和新潟的国营铁路中山道线（即后来的信越本线）全线开通。
由于碓冰岭地势险峻，碓冰岭区段的最大坡度竟达到66.7‰。为了保证列车上下坡时候的安全，碓冰岭区段借鉴了德国哈茨山登山铁路的经验，采用了阿普特式齿轨铁路，并使用专门的蒸汽机车担任补机。两条路轨之间铺设有齿条，蒸汽机车的齿轮与之啮合以产生牵引力，而非像普通铁路那样依靠轮轨之间的粘着来驱动列车。为了解决蒸汽机车造成隧道内黑烟弥漫的问题，碓冰岭区段于1912年完成了电气化改造，并先后引进了多种齿轨式电力机车。
然而，由于受到齿轨铁路的技术限制，碓冰岭一直是信越本线的瓶颈区段。至1950年代，碓冰岭区段所使用的ED42型电力机车的功率只有510千瓦，即使四台机车重联亦只能最多牵引360吨的列车，而且这个单线区段的线路通过能力已达极限。在战后日本经济快速增长的形势下，作为一条连接东京和长野县北信、東信地方的重要纽带，信越本线运输能力不足已经成为一个非常棘手的问题。
1956年，当时的高崎铁道管理局（今東日本旅客鐵道高崎支社）完成了“碓冰白皮书”，当中指出碓冰岭已经成为一个交通瓶颈，且齿轨铁路设备陈旧老化，并提出了取消齿轨铁路和进行复线改造的建议。翌年，日本国有铁道进行关于碓冰岭区段改善措施的检讨。当时曾比较了两种废除齿轨的方案，一是对既有线进行复线化改造，修建与既有单线并行的第二线；二是彻底废除既有线，新建一条坡度较小（25‰）的展线。因考虑到建筑成本的因素，最终决定实施第一个改造方案。碓冰岭铁路改造工程于1961年动工，至1963年7月15日既有线北侧的新线通车，同年9月30日正式废除了齿轨铁路。

### 机车研制
碓冰岭区段进行粘着运转化改造的同时，信越本线亦加紧进行电气化改造。1962年7月，高崎至横川区段完成电化改造。1963年6月，轻井泽至长野区段亦完成了电化改造。碓冰岭区段则由原本的600伏直流第三轨供电，改造成1500伏直流架空接触网供电。由于碓冰新线的最大坡度仍是66.7‰，所有列车都无法自行通过该区段，因此仍然需要碓冰岭区段专用的电力机车补机，以保证列车有足够的牵引力和制动力。为此，日本国铁开发研制了全新的EF62、EF63型电力机车，前者是作为牵引信越本线直通列车的本务机车，而后者则是专门用于碓冰岭区段的补助机车。
EF62、EF63型电力机车在设计上有许多共通的地方，设计主要重点是改善电力机车的粘着性能和运行安全。两者都广泛采用了許多自ED60型电力机车以来国铁直流新型电力机车的新技术，例如超多段电阻调压、轮对防空转系统、轴重转移电气补偿等，并采用了电阻制动以确保下坡运行时的安全。EF63型电力机车作为碓冰岭区段专用的补助机车，为了提高机车的曲线通过性能和粘着性能，除了采用国铁电力机车常见的Bo-Bo-Bo轴式，机车运转整备重量更达到108吨，比EF62型电力机车重12吨，是日本国铁当中轴重最大的电力机车。此外，EF63型电力机车还特别设有磁轨制动和电枢短接制动作为紧急制动手段。

### 生产批次

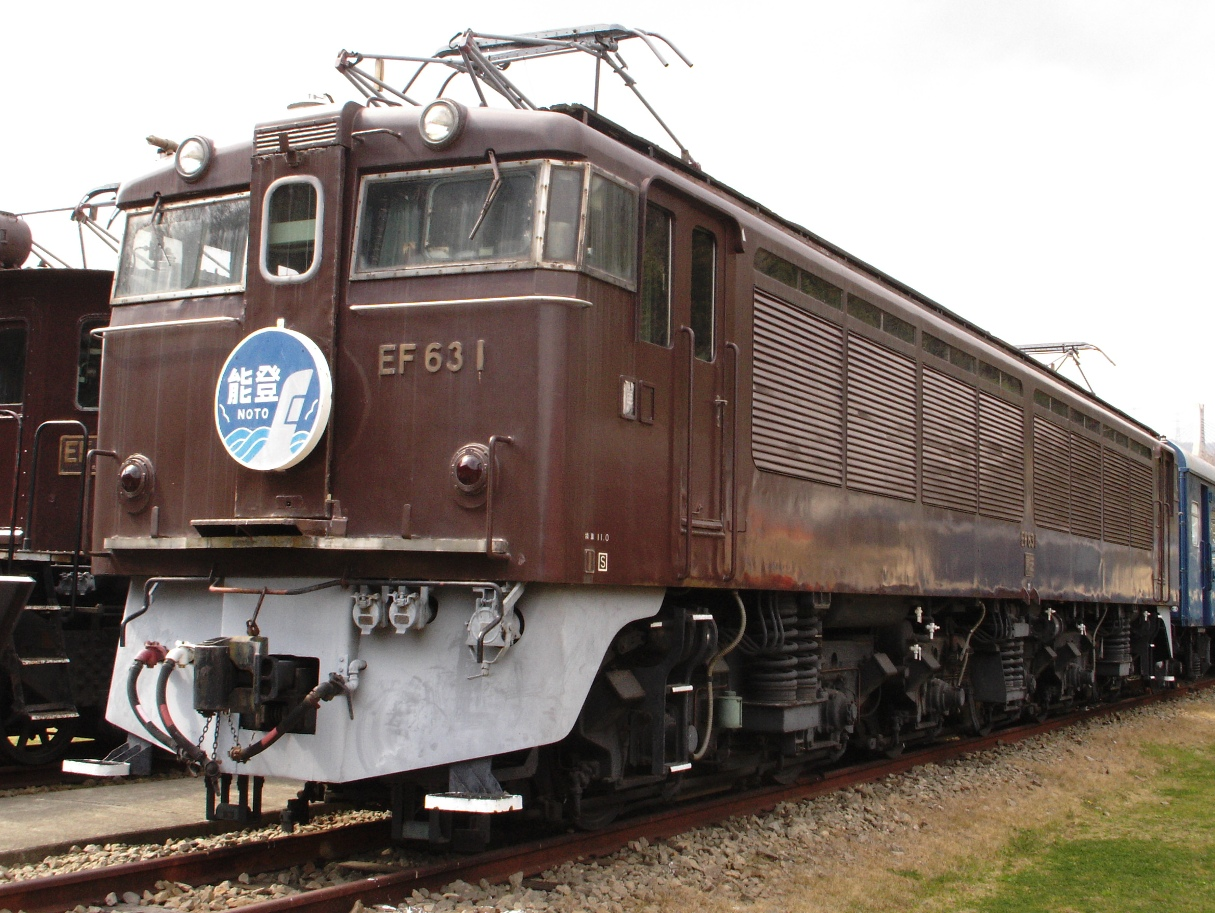
恢复为葡萄色涂装的EF63 1号机车

1962年至1976年间，东芝公司、川崎车辆、川崎电机、三菱电机、新三菱重工业共制造了25台EF63型电力机车。
| 生产批次     | 机车编号 | 制造商                | 生产预算            | 制造年份 | 报废年份 | 备注                      |
| ------------ | -------- | --------------------- | ------------------- | -------- | -------- | ------------------------- |
| 原型车       | 1        | 東芝                  | 昭和36年度第3次債務 | 1962年   | 1986年   |                           |
| 第一批量产车 | 2 - 6    | 東芝                  | 昭和37年度采购      | 1963年   | 1997年   | 5号机车于1975年因事故报废 |
| 第一批量产车 | 7 - 13   | 新三菱重工業 三菱電機 | 昭和37年度債務      | 1963年   | 1997年   | 9号机车于1975年因事故报废 |
| 第二批量产车 | 14 - 17  | 東芝                  | 昭和40年度第2次采购 | 1966年   | 1997年   | 14号机车于1986年报废      |
| 第二批量产车 | 18、19   | 川崎车辆 川崎電機     | 昭和41年度第2次債務 | 1967年   | 1997年   |                           |
| 第二批量产车 | 20、21   | 川崎重工業 富士電機   | 昭和43年度第4次債務 | 1969年   | 1997年   |                           |
| 第三批量产车 | 22、23   | 川崎重工業 富士電機   | 昭和49年度第1次債務 | 1974年   | 1997年   |                           |
| 第三批量产车 | 24、25   | 川崎重工業 富士電機   | 昭和50年度第2次債務 | 1976年   | 1997年   |                           |

## 运用历史

### 早期试验

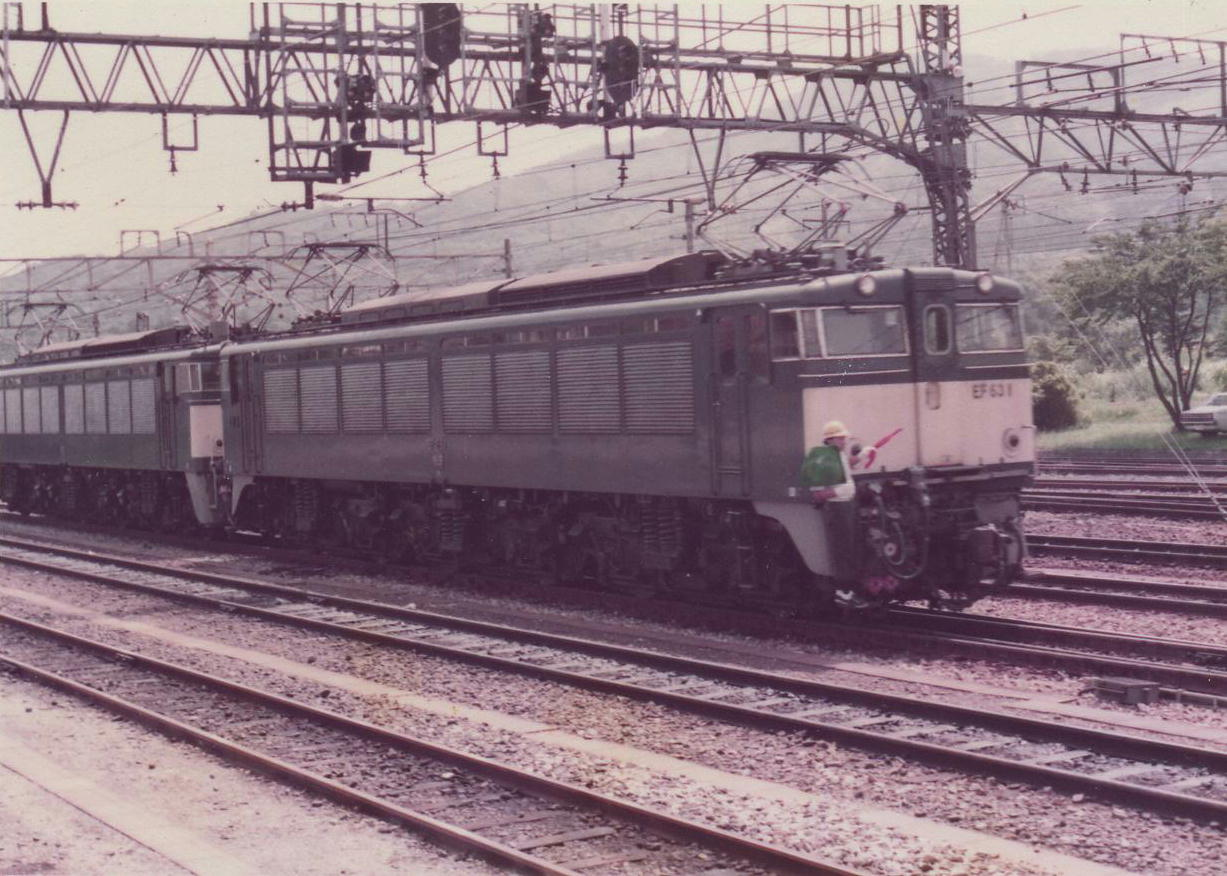
EF63 1号机车（1983年）

1960年秋季，日本国有铁道及有关机车制造商开始新型电力机车的研制工作。1962年5月，川崎车辆和川崎电机完成试制首台EF62型电力机车，而东芝公司负责的首台EF63型电力机车也同步落成。同年6月，专门为新型电力机车进行运转试验的试验段（碓冰新线丸山信号场至一号隧道间约长2公里的66.7‰大坡度区间）首先开通，EF62、EF63型电力机车在此开始进行一系列的试验运转。试验过程亦比较顺利，一直备受关注的制动性能并没有出现什么问题，但上坡时发生的空转却比预期频密。
根据最初的牵引定数计算，当一台EF63型电力机车与一台EF62型电力机车重联牵引时，旅客列车和货物列车的最大牵引定数分别为320吨和360吨；当两台EF63型电力机车与一台EF62型电力机车重联牵引时，旅客列车和货物列车的最大牵引定数分别为500吨和550吨；当三台EF63型电力机车重联时，可牵引最多12辆编组的电力动车组或柴油动车组列车。但在第一次实地试验中，发现原定的牵引定数被大大高估了。因此，最终决定不论旅客列车和货物列车，均统一使用两台EF63型电力机车担任补机，最大牵引定数分别定为360吨和400吨。同时，还对下坡方向的最高运行速度设定了限制（旅客列车为35公里/小时，货物列车为22公里/小时），原因是列车一旦在66.7‰下坡道超過限制速度+3公里/小時以上，即使使用紧急制动也难以将列车停止。

### 横轻对策

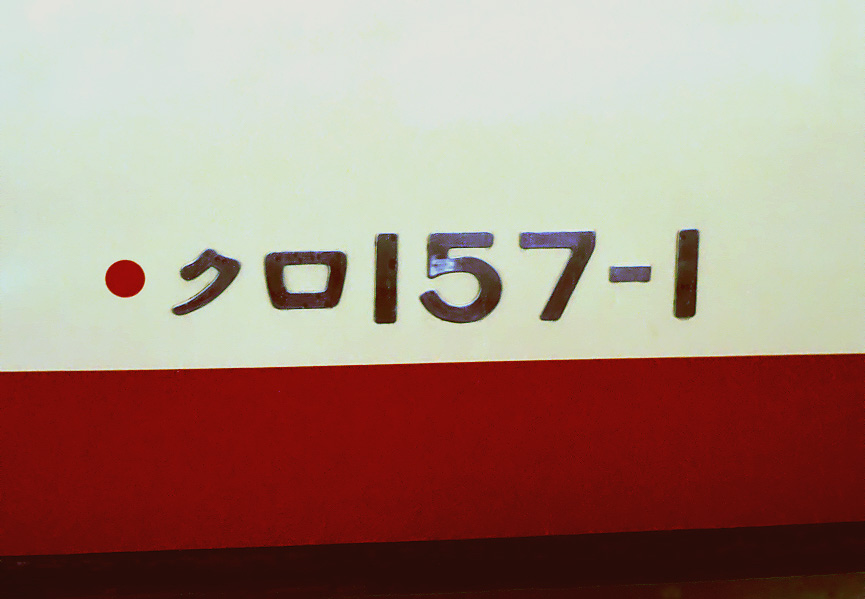
157系电力动车组上的“横轻对策”车辆标记

1963年1月，EF62、EF63型电力机车开始进行第二次性能试验。同年5月，随着碓冰新线全线完成施工，正线运行试验和乘务员培训工作亦开始进行，然而这个时候却发现了一连串的问题。首先，当之前使用一台EF63型电力机车作为补机时并未发生过断钩，但当使用两台EF63型电力机车作为补机时，就开始频繁发生列车断钩事故。尤其在进行紧急制动试验时，由于车钩承受的纵向作用力过大，不仅会损害车钩结构，还有机会导致列车屈曲现象。例如，EF63型电力机车为一列10辆编组的165系电力动车组担任补机，当机车使用紧急制动时由于后续车辆的纵向冲击，造成机后一位车辆（Kumoha 165型控制车）被挤压，车体与转向架发生分离的事故。
针对上述问题，日本国铁对通过碓冰岭区段的所有铁路车辆采取了特殊的措施，以防止列车在陡坡上发生断钩、脱轨、溜逸等事故，这些专门措施亦被通称为“横轻对策”，非改造车辆一概不得通过碓冰岭。这些措施包括强化车体底架及车钩结构、增大车钩缓冲器容量、转向架增设抗侧滚装置、对空气弹簧转向架增加排风装置、本务列车司机室内增设紧急制动阀等。为方便识别经过改造的“横轻对策”车辆，车辆编号之前额外喷涂一个直径40毫米的圆点，圆点的颜色通常是红色（红2号）或者白色。另外，还将电力动车组或柴油动车组列车的最大编组辆数减少至8辆.。

### 投入运用

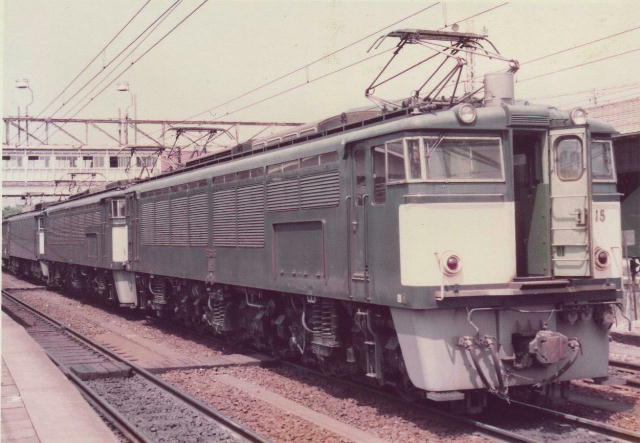
横川站内的EF63、EF62型电力机车（1983年）

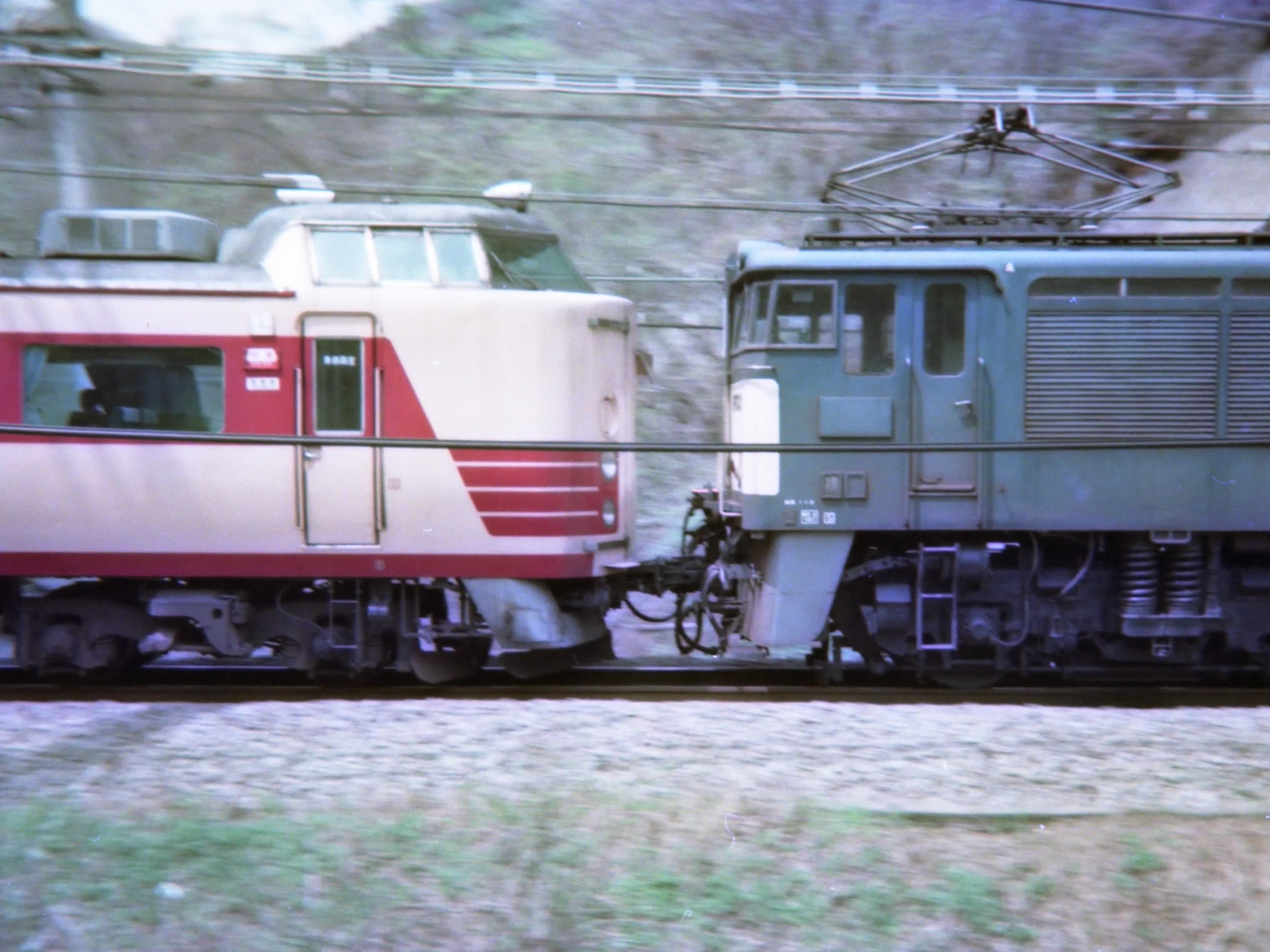
EF63型电力机车牵引由489系电力动车组担当的“浅间号”特急列车（1989年）

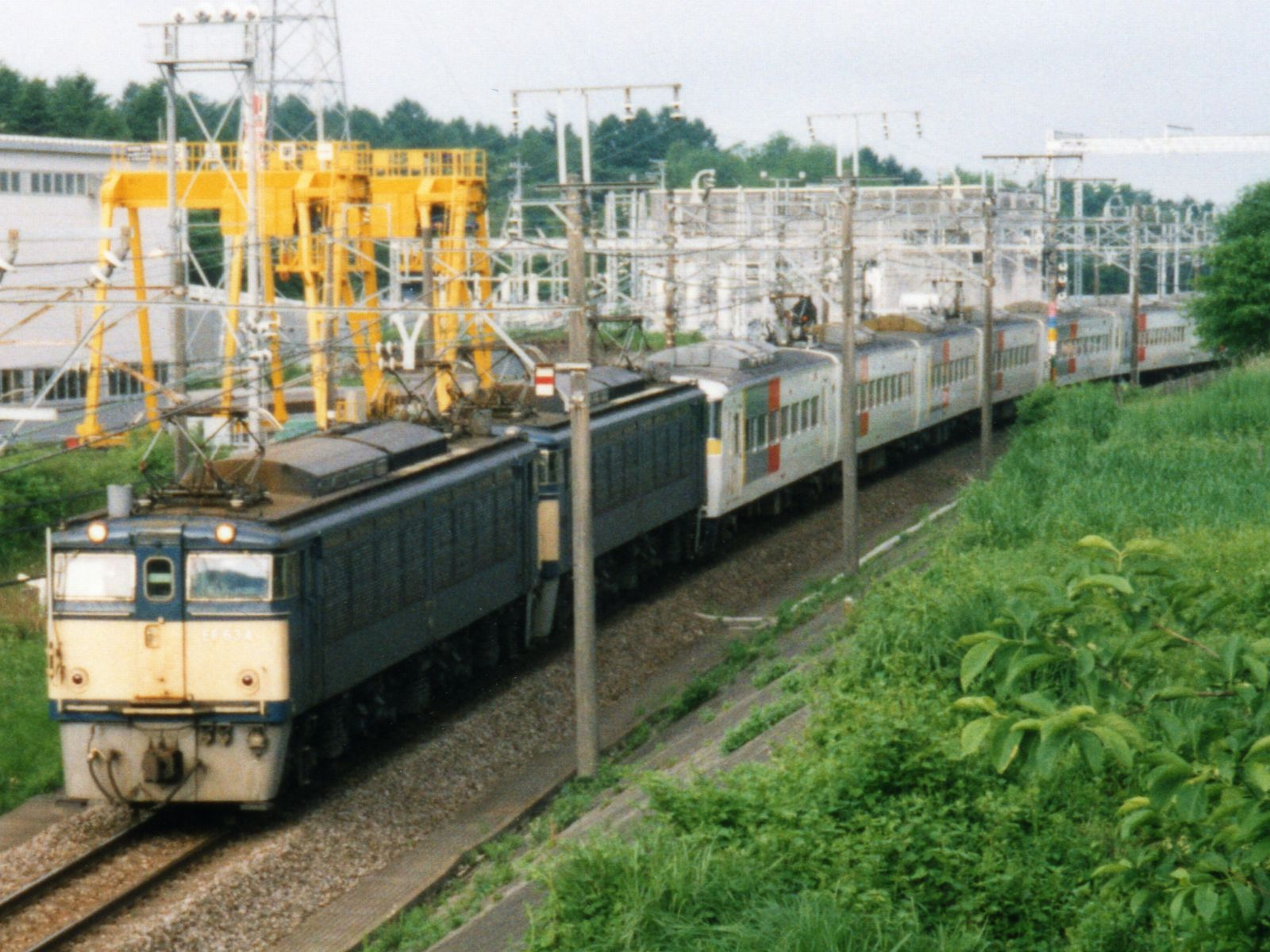
EF63型电力机车牵引185系电力动车组（1997年）

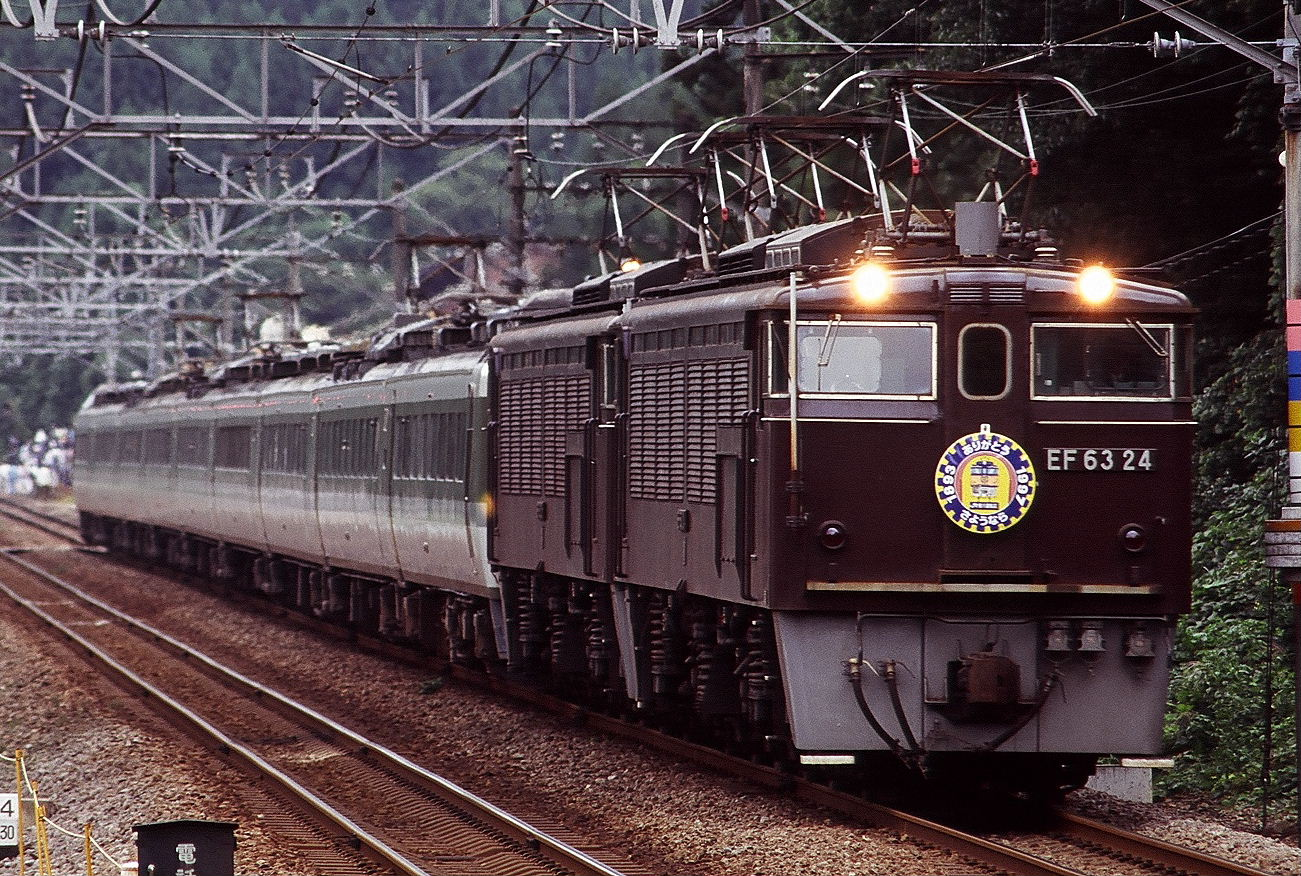
披上葡萄色涂装的EF62 24号机车（1997年）

1963年3月至7月，EF63型电力机车的第一批量产车陆续交付日本国铁，但至同年10月全面废除齿轨铁路之前，首批13台机车暂时配属于高崎第二机关区（今JR货物高崎机关区）。1963年7月15日，碓冰新线正式开通，但基于慎重考虑仍然暂时保留齿轨铁路。同年8月中旬，对“横轻对策”车辆进行了实地试验。同年9月30日，七十年历史的齿轨铁路正式被废除，所有运输任务转由新线承担。1964年8月，EF63型电力机车均转配属横川机关区（后于1987年改组为横川运转区）。
在碓冰嶺區段，所有旅客列車和貨物列車均使用兩台EF63型電力機車擔任補機，補機一律加掛在橫川端。所有EF63型電力機車的雙頭連接器與聯控跳線插座皆配置於輕井澤端，橫川端則為普通自動連結器。不論機車或電聯車組，所有列車行經橫川－輕井澤時，

| 下行（橫川→輕井澤） | 上行（輕井澤→橫川）                                                                        |
| --- | ------------------------------------------------------------------------------------------ |
| 補機加掛在列車尾部並與本務機車實現推拉式運行，本務和補機之間通過無線通信方式聯繫以確認信號，本務司機根據補機司機的指示執行操縱。 | 補機則變為加掛在列車前端，本務和補機之間利用重聯線連接，由最前端的EF63型電力機車統一控制。 |
| 橫川→碓氷峠→輕井澤（下行） | 輕井澤→碓氷峠→橫川（上行）                                                                 |
| (橫川端)EF63×2+客/貨（輕井澤端）                                                                                                 | （輕井澤端）客/貨+EF63×2（橫川端）                                                         |

碓冰新线开通及信越本线电气化使得该线运输能力得到大幅提升，列车上下碓冰岭的所需时间也大大缩短。在齿轨铁路时代，横川和轻井泽之间的运行时间约为42分钟；而碓冰新线开通后，旅客列车在该路段的运行时间压缩了一半，往轻井泽方向（下行）为17分钟，往横川方向（上行）为24分钟。同时，“信州号”、“户隐号”及“志賀号”急行列车均改由165系电力动车组担当，上野至长野间的最短旅行时间缩短至3小时55分钟。1966年10月，181系电力动车组担当的“浅间号”特急列车登场。
为保障列车通过碓冰岭区段的行车安全，普通旅客列车的最大编组辆数被限制为11辆，而电力动车组的最大编组辆数被限制为8辆，与当时其他地区的10～12辆编组特急列车相比，这大大影响了信越本线的旅客运输能力。1960年代，前往避暑胜地轻井泽的游客不断增加，而长野县也开发了不少滑雪度假地，因此来往首都圈和北陆地方的客流量不断增加，8辆编组的优等旅客列车已显然不足以应付需求。为了解决运量和运能之间的矛盾，日本国铁于1967年6月开始考虑在碓冰岭区段采取协调运转方式。1960年代末至1970年代初，先后研制了具有协调运转功能的169系、189系、489系电力动车组，实现EF63型电力机车和电力动车组的同步牵引及制动控制，使电力动车组最大编组限制提高至12辆。
此外，EF63型电力机车先后在1968年和1978年两次为日本皇室御召列车担任补机。1964年5月至6月第19届国民体育大会期间，EF63 8、9号机车及EF62 17号机车重联牵引上行方向的御召列车。1978年10月第33届国民体育大会期间，御召列车由原宿开往长野，并有EF62 11号机车担当高崎至长野间的牵引任务，并在碓冰岭区段使用EF63 11、13号机车担任补机。
1975年10月28日，信越本线碓冰岭区段发生严重的回送机车脱轨颠覆事故。当日清晨，由两台EF63型电力机车牵引两台EF62型电力机车组成的单5462次机车回送列车（EF62 35+EF62 12+EF63 9+EF63 5）由轻井泽往横川的下坡方向运行。清晨6時16分，当列车行驶至上行线一号隧道内发现制动失效，失控的列车在66.7‰下坡道上不断加速，在接近隧道出口处脫軌，列车脱轨后冲出隧道并掉落到路堤下。事故造成三名机车乘务员受伤，四台机车的损伤情况均被定为大破，但由于修复困难而被现场解体处理。

### 国铁末期
尽管碓冰岭区段已经实现粘着运转化，但该路段仍然是信越本线最大的瓶颈区段。由于碓冰岭区段的货物列车牵引定数限制为400吨，因此通过碓冰岭的货物列车必须在横川和轻井泽车站重新编组，大大降低了运输效率。出于这个原因，关东和北陆地方之间的货物列车，越来越少经由低效率的信越本线运行，而改为经由路线较迂回但运输条件较好的上越线运行。1984年2月，日本国铁实行运行图调整后，关东地方往长野县方向的货物列车均统一经由中央本线、筱之井线运行，并停止了信越本线安中至小诸间（含碓冰岭区段）的货运业务。
1982年11月，上越新幹線大宮至新潟区段开通运营，分流了信越本线的部分客流。1985年3月，随着上越新幹線“朱鷺號”列車延伸至上野到发，上野至金泽的“白山号”特急列车减少至每天2对，并将列车缩短为9辆编组；同时，上野站到发的信越本线日间急行列车全部停运，但“浅间号”特急列车增加至每天15对，由9辆编组的189系电力动车组担当。1986年11月，日本国铁实施民营化之前最后一次运行图调整，再增加2对“浅间号”列车，“白山号”列车则维持每天2对。

### 国铁民营化后
1987年4月国铁分割民营化之际，除了之前报废四台机车外，其余21台EF63型电力机车均由东日本旅客铁道（JR东日本）继承，继续在碓冰岭区段为“白山号”、“浅间号”和“能登号”列车担任补机。
1997年10月1日，长野新干线通车运营的同时，碓冰岭铁路亦结束了104年的历史，信越本线的“白山号”及“浅间号”特急列车停运，而“能登号”列车亦改为经由上越线运行。同年2月至6月期间，为了纪念EF63型电力机车完成最后一次全面检查，EF63 18、19、24、25号机车均恢复为最初的葡萄色涂装。
碓冰岭铁路停运后，所有EF63型电力机车经由信越本线、上越线回送至高崎运转所（今高崎车辆中心）封存，至1998年全部报废。

## 技术特点

### 总体布置

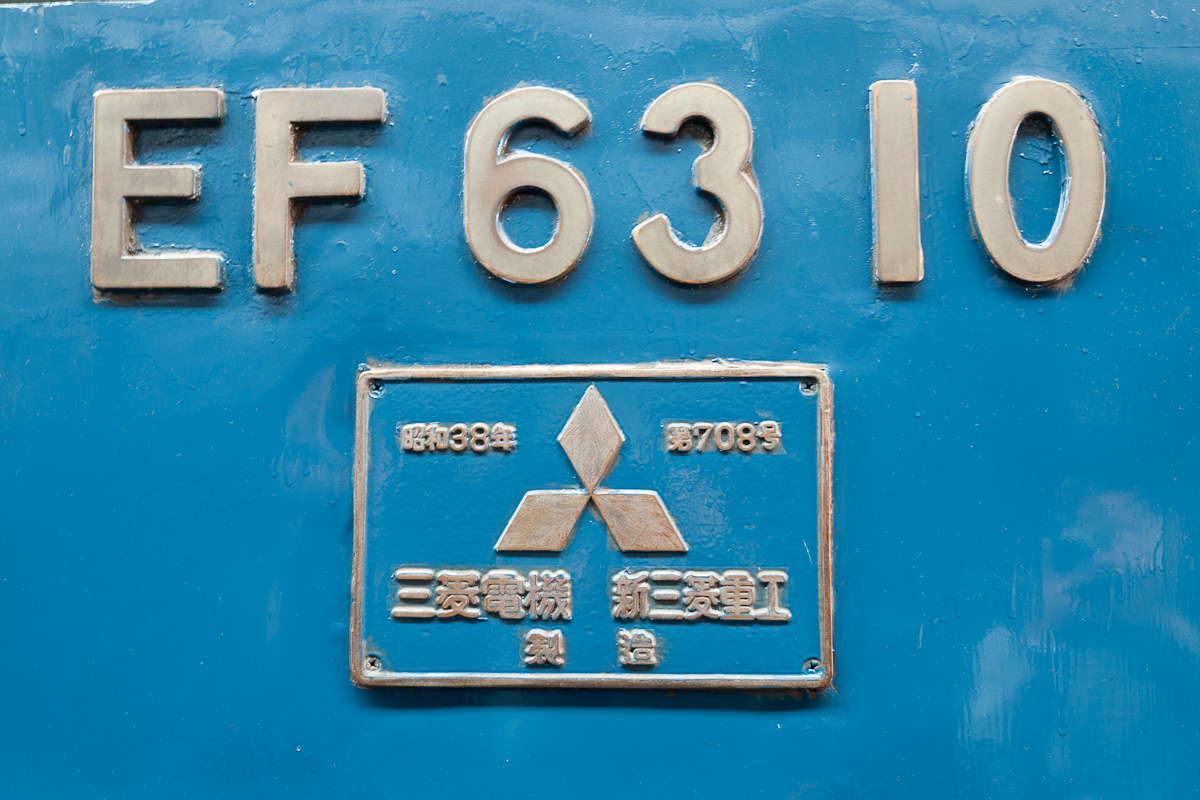
制造商铭牌

EF63型电力机车是客货运通用的直流电力机车，适用于1500伏直流电气化铁路。机车的两端各有一个司机室，司机室内机车运行方向的左侧设有司机操纵台，司机正前方的前窗玻璃中央位置设有除霜器，司机室两侧设有供乘务员乘降的车门，司机室上方车顶装有两盏密封光束灯式前照灯。考虑到与补助机车重联运用的需要，司机室前端中央设有贯通门，以便乘务人员通过到另一台机车。车顶安装有两台PS17型双臂式受电弓、高速断路器、避雷器等高压电气设备。机车采用车体通风系统，车身两侧各设有八个通风百叶窗，是车内设备通风冷却的主要进风窗口，另外并在机车往横川方向的右侧设有紧急用蓄电池安装口。

### 电气系统

#### 调速控制
EF63型电力机车是直—直流电传动的直流电力机车，机车主电路结构与EF62型电力机车基本相同。机车通过超多段电阻调压、牵引电动机的串并联换接、以及磁场削弱控制来达到调速的目的。
电阻调压系统包含了主电阻器及副电阻器，首先利用主电阻器实现多个大调压级，再于每个大调压级内利用副电阻器实现若干小调压级，降低了每个级位之间的电压变化，从而获得了相对平滑的调速性能。EF63型电力机车使用CS16型电动凸轮轴式主电阻控制器（14～21号机车使用CS16A型，22～25号机车使用CS16C型）、CS17型电动凸轮轴式副电阻控制器（14～21号机车使用CS17A型，22～25号机车使用CS17C型）、CS18型电动凸轮轴式转换控制器（22～25号机车使用CS18B型）。
除了电阻调压外，亦可以通过改变牵引电动机回路连接方式（串联、串—并联、并联），来改变牵引电动机的端电压。该项转换是通过主电阻控制器的串并联切换来进行的，并采用桥式换接电路以减少串并联换接过程中造成的牵引力冲击。另一方面，由于EF63型电力机车没有高速运转的需要，因此每种连接方式只设有一级磁场削弱，削弱率为88%。

#### 牵引电动机
EF63型电力机车使用六台MT52型四极串励直流牵引电动机（后来改装MT52A型），这是日本国铁直流和交流电力机车通用的标准型牵引电动机，小时功率为425千瓦，额定电压为750伏特，额定电流为615安倍，额定转速为每分钟860转，冷却方式为强迫通风冷却。

#### 辅助电路
EF63型电力机车采用直流电传动的辅助电路系统。牵引电动机通风机使用两台MH91A-FK34A型离心通风机并联，分别为三台电动机送风。1969年出厂的20号机车开始改用MH91I-FK102型，通风机风扇由多翼式改为涡轮式以降低噪音（1970年出厂的EF64型31、32号机开始也采用了相同型号的主电动机通风机）。主电阻通风机使用六台MH110-FK62型轴流通风机串联，每台额定电压250伏特。电动空气压缩机使用MH92B型直流电动机和C3000型压缩机，输入电压为1500伏特，额定功率为15千瓦。另外，还设有一台小型直流电动发电机，由两台同轴的MH77C型直流电动机和DM43C型直流发电机组成，额定功率为3千瓦，用于向控制电路、照明电路和蓄电池供应100伏特直流电。

### 制动系统
为了保障行车安全，EF63型电力机车设有多种制动装置，包括空气制动、电阻制动、磁轨制动、电枢短接制动、以及停车时用的手制动机。空气制动是最基本的制动装置，机车装用一台EL14AS型自动空气制动机。如果架空接触网供电中断，空气压缩机可以由大容量蓄电池供电，使空气制动系统仍然继续工作。另外，停车制动系统采用了凸轮式制动装置，防止机车在陡坡上发生溜逸。
EF62、EF63型电力机车都设有电阻制动功能，使列车可以在长大下坡道上实现恒速制动。当使用电阻制动时，首先由CS18型转换控制器切断牵引电动机与牵引电路的连接，再将牵引电动机电枢与大容量制动电阻接成回路，使牵引电动机变为直流發電機运转，发出的电能通过电阻器转化为热能消耗掉，制动力可通过CS16型主电阻控制器来调节。当列车下坡时使用电阻制动，可以避免机车频繁使用踏面制动来控制速度，防止闸瓦与轮箍因长时间摩擦而造成磨耗和过热的问题。
磁轨制动和电枢短接制动都是紧急制动的方法，并不会在正常运转期间使用。两端转向架两侧下方均安装有磁轨制动器，利用悬挂在转向架的电磁铁靴吸附在路轨上的摩擦阻力来降低速度和停车。电枢短接制动是将牵引电动机脱离电源后，因惯性作用使其工作于发电状态，此时将电枢绕组短接使其产生抑制起转的的磁场，但这样做会形成很大的电流（機車三重連牽引550噸荷重在時速3km/h的情況下，將產生約400A的電流）并有可能烧毁电动机，因此这种方法只会作为发生溜逸或其他制动方式失效时的最后手段。
除此之外，EF63型电力机车还设有超速检测装置（OSR）。中间转向架的两个轮对之间装用一个独立的速度检测轮，用来检测机车的当前实际速度，一旦超过设定的限制速度（旅客列车为38公里/小时，货物列车为25公里/小时），系统将即时发出报警声通知司机或实施非常制动。这种保护系统亦被后来的ED78、EF71型电力机车沿用。

### 协调运转

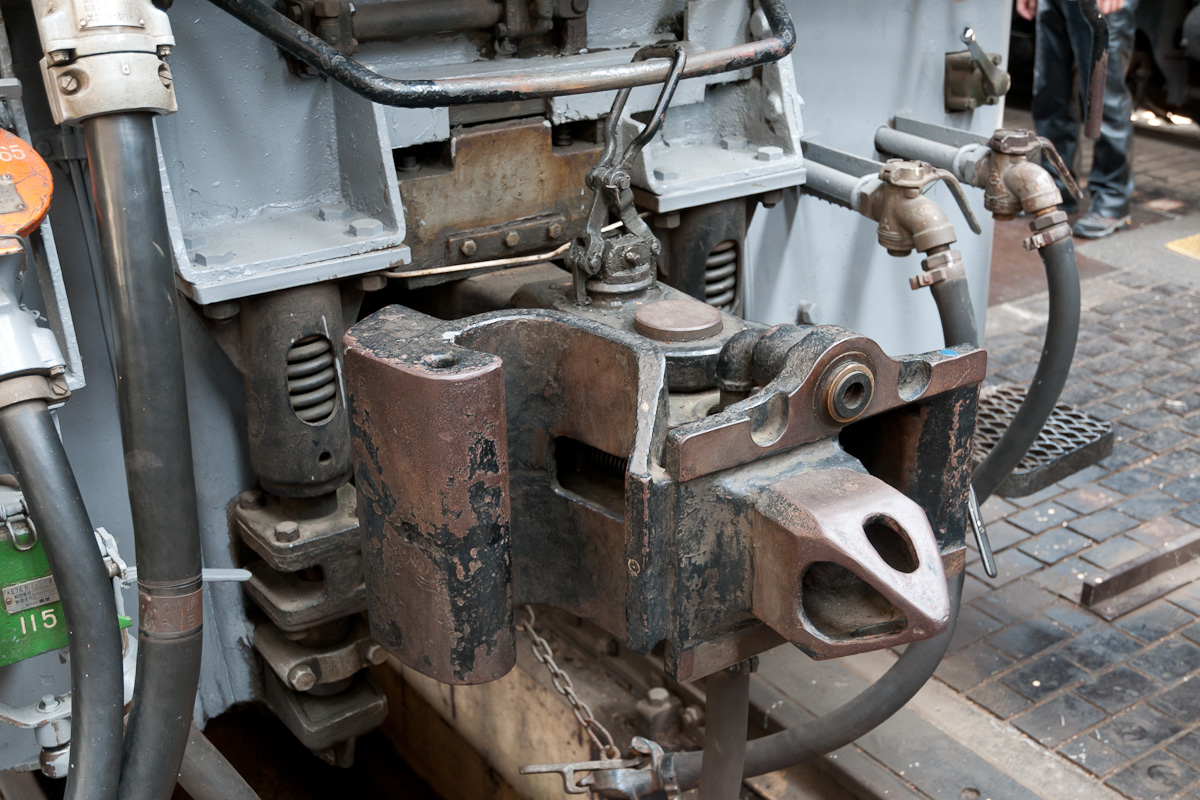
双头式车钩

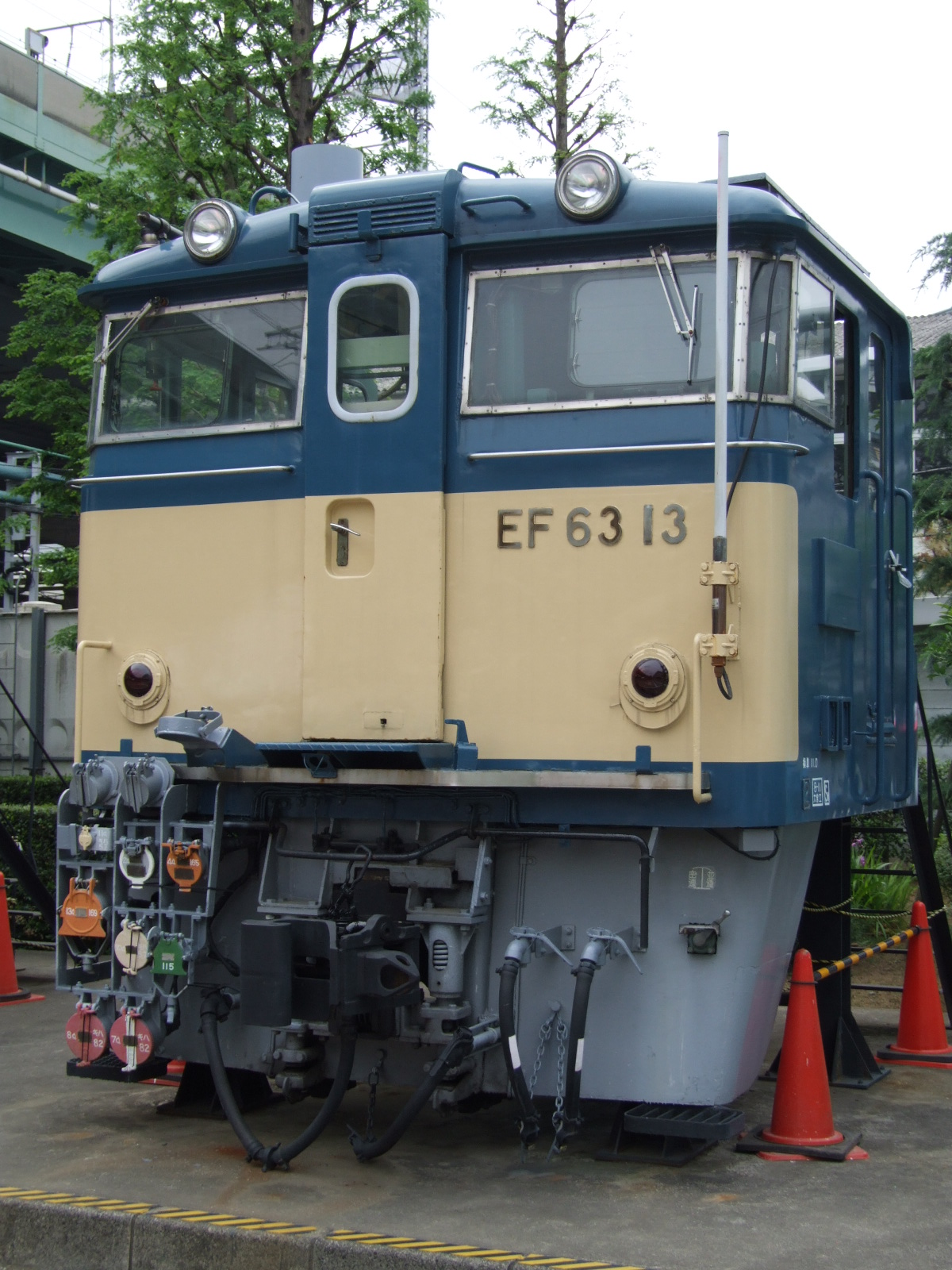
往轻井泽方向的一端设有多种电气连接器，而机车两端均设有直排阵列天线

由于EF63型电力机车会为各种电力动车组、柴油动车组、普通旅客列车和货物列车担任补机，因此机车往轻井泽方向的一端设有特殊的双头式车钩，这种车钩结合了自动车钩和密接车钩，可方便地按需要转换使用；而往横川方向的一端为安全起见则仍然使用标准的柴田式上作用自动车钩。密接车钩已经包含空气管路的自动连接，当机车与列车使用密接车钩连接时无需再连接制动管。
EF63型电力机车投入运用初期，通过碓冰岭区段的电力动车组列车均以无动力运行，纯粹由补助机车牵引运行，列车最大编组限制为8辆车厢。从1960年代末开始为了提高运输能力，先后研制了一系列具有协调运转功能的电力动车组（169系、189系、489系），电力动车组运行时亦输出牵引力和制动力，使列车最大编组限制提高至12辆车厢。机车和电力动车组之间使用KE70型电气连接器相连，实现两者同步的牵引和制动动作，司机还可以通过有线电话联络。
协调运转时全列车的牵引和制动皆由EF63型电力机车集中控制，因此当列车往下行方向（輕井澤）行驶时，列车後端为补机，電聯車組司机需要肩负瞭望及确认信号的任务；而当列车往上行方向（橫川）行驶时，列车前端为补机，電聯車組司机基本上不需要做任何事情。为了防止控制信号的交错和冲突，使用协调运转时电力动车组必须处于从控状态，司机需要将司机控制器设定为零位并拔除制动手柄，万一电力动车组司机需要使用非常制动，司机操纵台侧边亦设有非常制动阀。
EF63型电力机车往轻井泽方向的排障器上，装满了各式各样的电气连接器插座，具有机车重联、协调运转、电话联络的用途，这也是该型机车外观上最显著的特点之一。其中，包括了两个KE63型电气连接器（EF63型电力机车重联时的辅助电路连接）、一个KE70型电气连接器（对应169系、189系、489系电力动车组的协调运转）、两个KE53型电气连接器（分别对应80系、115系电力动车组及Kiha 57系柴油动车组的电话联络）、两个KE62型电气连接器（对应Kiha 82系柴油动车组的电话联络）、一个KE66型电气连接器（对应Kiha 57系柴油动车组的传感器连接）、以及三个放置未使用电缆的空插座。由于信越本线自1960年代中期以后不再增加投入柴油动车组，因此从16号机车开始取消了对应柴油动车组的电气连接器。

### 通信设备
为了满足本务机车和补助机车之间，以及机车与地面之间的无线通信需要，EF62、EF63型电力机车投入运用初期采用低频感应无线电，载波频率为150KHz，但这种无线通信方式的缺点是隧道内的噪声干扰较严重。因此，碓冰岭区段于1975年10月完成了横轻协调运转无线通信改造，采用400MHz特高频无线通信设备，沿线铺设铁路通信专用的漏泄同轴电缆（LCX），并在机车第二端司机室的侧面及车顶安装天线，扩大了铁路无线通信的覆盖范围。1980年代又增加了列车无线防护装置。1990年代初，为提高山区区段的无线通信可靠性，EF63型电力机车的两端正面（轻井泽端左侧、横川端右侧）加装了八木天线公司制造的直排阵列天线。

### 转向架
机车走行部为三台二轴转向架，包括两台DT125型两端转向架、一台DT126型中间转向架。考虑到在陡坡上产生的轴重转移，EF63型电力机车采用了罕见的不平衡轴重分配方式，轻井泽端转向架、中间转向架、横川端转向架的轴重分别为19吨、18吨、17吨，以此来抵消轴重转移的影响。
构架采用“日”字形的钢板焊接结构，轴箱采用导框式定位结构。转向架中心间距为2×5150毫米，固定轴距为2800毫米。牵引电动机悬挂装置采用轴悬式，牵引电动机的一侧通过抱轴瓦刚性地支承在车轴上，另一侧通过吊杆悬挂在转向架构架上，牵引电动机输出的转矩通过一级减速齿轮传动轮对，齿轮传动比为4.44（16：71）。转向架采用全旁承支重结构，车体全部重量通过六组旁承弹簧坐落在三台转向架上。
一系悬挂为轴箱顶端螺旋弹簧和橡胶垫，二系旁承悬挂为每侧两个并联的螺旋圆弹簧组，并配有垂向油压减震器。为了减少牵引列车起动时的轴重转移，借鉴了此前ED72型电力机车的经验，使用低位反向八字形牵引杆装置，牵引点高度接近于轨道平面，理论上转向架内无轴重转移。基础制动装置为单侧闸瓦制动。
为了提高机车的曲线通过性能，中间转向架和车体之间还设有滚动装置，当通过曲线时转向架可实现相对于车体的横向位移。此外，中间转向架没有磁轨制动装置，但加装了一个直径为115毫米的速度检测轮。这个检测轮除了作为超速检测装置（OSR）的速度传感器外，亦是防空转保护系统的一部分。轴箱上设有测速发电机以检测轮周速度，一旦检测到实际速度与轮周速度不符，将即时撒砂并接通防空转保护。

## 车辆保存

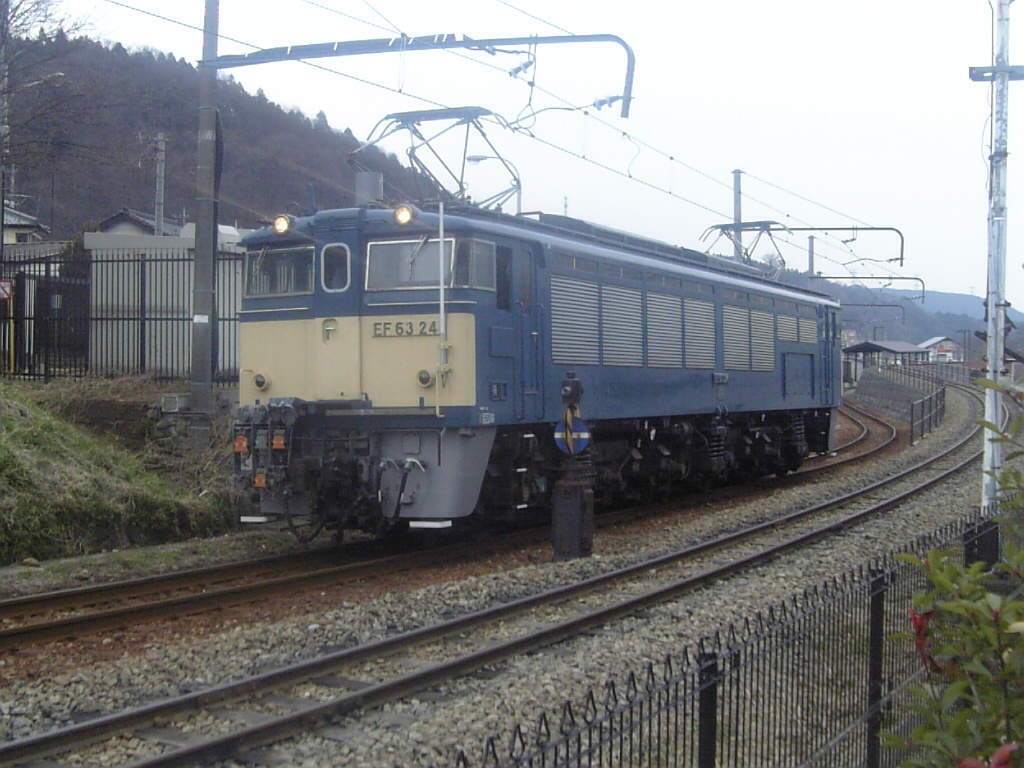
动态保存的EF63 24号机车

### 动态保存
- EF63 11、12、24、25号机车：保存于碓冰嶺鐵道文化村，并可以为参观者提供事先预约的运转体验服务。

### 静态保存
- EF63 1、10、18号机车：保存于碓冰嶺鐵道文化村。
- EF63 15、19号机车：保存于长野综合车辆中心。
- EF63 2号机车：保存于信浓铁道輕井澤車站。
- EF63 22号机车：保存于碓冰嶺之森公園交流館（私人保存）。
- EF63 13号机车（第二端司机室部分）：保存于大宫综合车辆中心（日语：大宮総合車両センター）。